# Фрактон

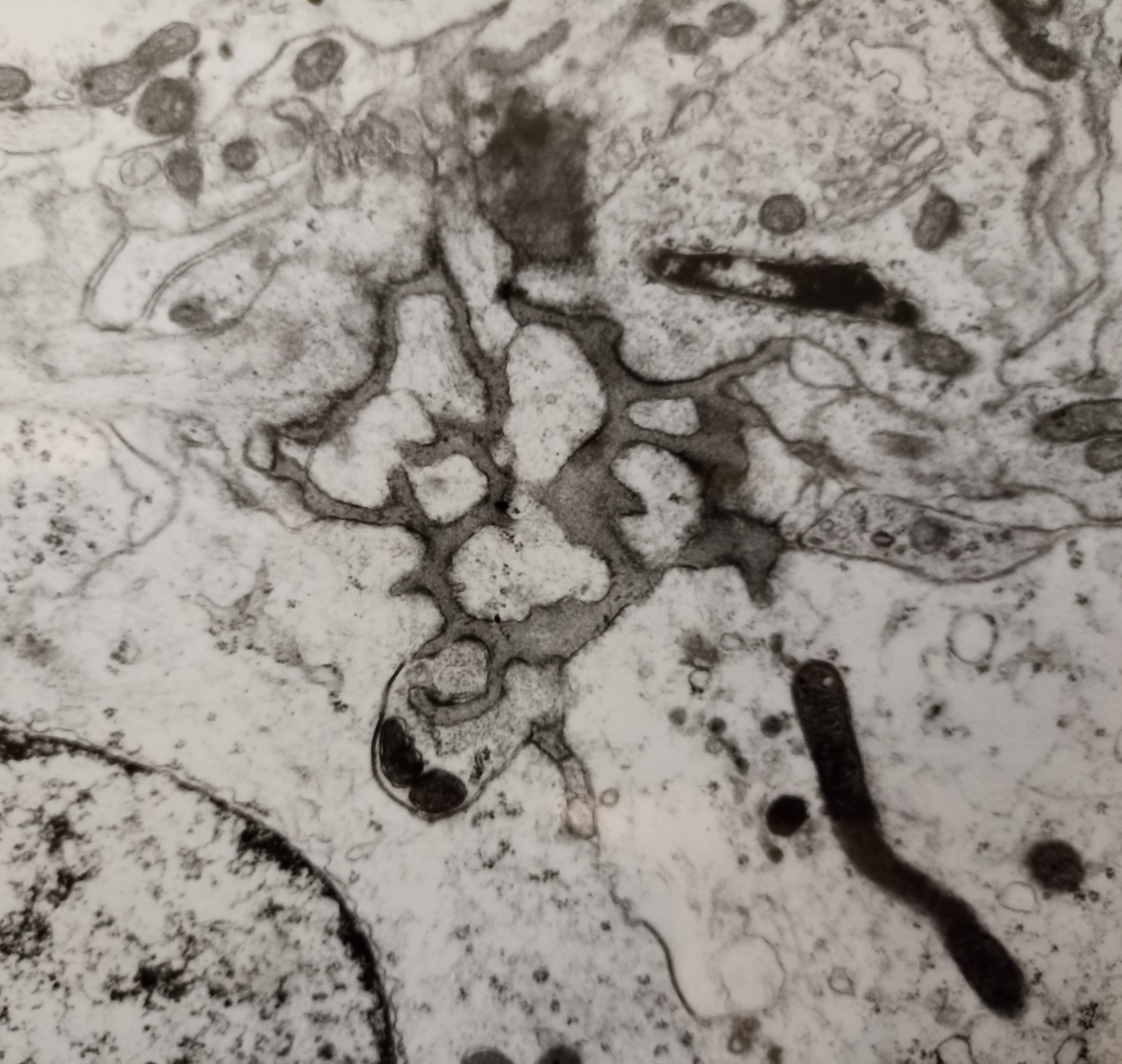
Eлектронна мікрофотографія фрактону, яка демонструє типову фрактальну ультраструктуру

У біології фрактони - це структури, вперше виявлені в ніші позаклітинного матриксу субвентрикулярної зони бічного шлуночка (SVZa) у мозку миші, що складаються переважно з ламініну та гепарансульфат-протеоглікану (HSPG).  Останні дослідження показали його важливість у нейрогенезі, гліогенезі та ангіогенезі у дорослих. 
Фрактони знаходяться поблизу стовбурових клітин або пов’язані зі стовбуровими клітинами, і вони в значній мірі беруть участь у проліферації, диференціації та міграції клітин.
Нова робота припускає, що фрактони причетні до кортикалізації під час ембріогенезу .

## Історія
Термін фрактон походить від "фрактал" — терміна, введеного Бенуа Мандельбротом у 1975 році.
Фрактони були виявлені в 2002 році в ніші позаклітинного матриксу субвентрикулярної зони бічного шлуночка (SVZa) мозку миші.  Спочатку виявлені в нейрогенних областях мозку, але останні дослідження показують, що фрактони також присутні в багатьох організмах, включаючи, але не обмежуючись ними, рослини, гриби, безхребетних і хребетних тварин. 
Оскільки відкриття фрактонів ознаменувало поворотний момент у нейронауці та розумінні ніш стовбурових клітин у мозку ссавців, інші проекти були проведені в різних органах, і було виявлено, що фрактони мають значну причетність не лише до фізіології, але й до багатьох патологій. Наприклад, фрактони надзвичайно знижені при аутизмі  , але дуже представлені при запаленні, раку та інших патологіях.

## Властивості
Фрактони - це структури, що складаються з протеогліканів, які складаються головним чином, але не обмежуються ними, ламінін і HSPG. Відповідають за численні шляхи як у фізіології, так і в патології, беручи участь у зв’язуванні більшості факторів росту, а також у розвитку ембріона, вірусній інфекції, раку та інших патологіях.
Частина HSPG фрактонів відповідає за зв’язування, утримання та вивільнення фактора росту в позаклітинному матриксі. Крім того, фрактони завжди пов’язані з процесами клітини, таким чином з’єднуючи до 20 різних клітин до одного фрактону, діючи як панель керування для всіх них.

## Фізіологія
Фрактони зв’язують фактор росту в позаклітинному матриксі для регулювання проліферації стовбурових клітин, що було продемонстровано в нейрогенній зоні мозку дорослої людини, де фрактони відповідають за виробництво та диференціацію нових нейронів. Основна роль цих структур, пов’язаних із широким спектром клітин, полягає в тому, щоб діяти як панель керування для клітинної проліферації, диференціації та міграції. Фрактони також регулюють долю стовбурових клітин у мозку, контролюючи, як стовбурові клітини мають розвиватися. 

## Ембріональний розвиток
Фрактони були описані на ранньому етапі розвитку ембріона миші як пунктати ламініну та/або HSPG. Вони приймають різні моделі на кожному етапі розвитку, від 2-клітинної стадії до постнатальних стадій. Нещодавні дослідження показують, що фрактони відіграють ключову роль у кортикалізації та створенні субвентрикулярної зони та вентрикулярної зони бічного шлуночка. 